# NGC 2407
NGC 2407 este o galaxie lenticulară situată în constelația Gemenii. A fost descoperită în 7 februarie 1885 de către Édouard Stephan⁠(d). Se află la o distanță de 117,14 megaparseci de Pământ.